# Санту-Ештеван-де-Баштусу
Санту-Ештеван-де-Баштусу (порт. Santo Estevão de Bastuço; МФА: [ˈsɐ̃.tu ʃ.tɨ.ˈvɐ̃w dɨ bɐʃ.ˈtu.su]) — парафія в Португалії, у муніципалітеті Барселуш. Розташована в північно-західній частині країни, на теренах історичної португальської провінції Дору-Міню. Входить до складу округу Брага. За адміністративним поділом, чинним до 1976 року, терени парафії були складовою провінції Міню. Належить до Бразької архідіоцезії Католицької церкви. Патрон — святий Стефан. Площа — 2,1045 км². Населення — 460 ос. (2011). Слабо урбанізований регіон. Густота населення — 218,58 осіб/км²
. Код — 030269.

## Назва
- Баштусу (Санту-Ештеван) (порт. Bastuço (Santo Estêvão)) — офіційна назва[5].

## Населення
| Кількість мешканців | Кількість мешканців | Кількість мешканців | Кількість мешканців | Кількість мешканців | Кількість мешканців | Кількість мешканців | Кількість мешканців | Кількість мешканців | Кількість мешканців | Кількість мешканців | Кількість мешканців | Кількість мешканців | Кількість мешканців | Кількість мешканців |
| ------------------- | ------------------- | ------------------- | ------------------- | ------------------- | ------------------- | ------------------- | ------------------- | ------------------- | ------------------- | ------------------- | ------------------- | ------------------- | ------------------- | ------------------- |
| 1864                | 1878                | 1890                | 1900                | 1911                | 1920                | 1930                | 1940                | 1950                | 1960                | 1970                | 1981                | 1991                | 2001                | 2011                |
| 261                 | 466                 | 462                 | 473                 | 269                 | 249                 | 338                 | 345                 | 389                 | 386                 | 436                 | 477                 | 490                 | 456                 | 460                 |